# Česká republika (1990–1992)
Česká republika byl členský stát České a Slovenské Federativní Republiky. Oficiální název Česká republika byl používán od 6. března 1990, předchozí oficiální název byl Česká socialistická republika. Druhým státem federace byla Slovenská republika. Hlavním městem České republiky byla Praha.

## Politický systém
Postavení a orgány České republiky vymezoval ústavní zákon o československé federaci v hlavě sedmé. Po sametové revoluci byla Česká republika demokratickým státem.

### Česká národní rada
Zákonodárným sborem republiky byla Česká národní rada.

### Vláda České republiky
Vláda České republiky měla výkonnou moc.

## Státní symboly
Česká republika používala v letech 1990–1992 zemské bílo-červené vlajky Čech, znaku Čech (červený štít, na kterém je stříbrný dvouocasý řvoucí lev ve skoku vpravo hledící se zlatými drápy, zlatým vyplazeným jazykem a zlatou heraldickou korunou) jako malého znaku a velkého státního znaku (čtvrcený štít, ve kterém v prvním a čtvrtém červeném poli je stříbrný dvouocasý řvoucí lev ve skoku vpravo hledící se zlatými drápy, zlatým vyplazeným jazykem a zlatou heraldickou korunou. Ve druhém modrém poli je stříbrno červeně šachovaná orlice vpravo hledící se zlatým zobákem, zlatými pařáty a zlatou heraldickou korunou. Ve třetím zlatém poli je černá orlice vpravo hledící s červeným zobákem, červenými pařáty, zlatou heraldickou korunou a stříbrnou pružinou na prsou zakončenou jetelovými trojlístky a uprostřed zdobenou křížkem).

## Zánik Československa
Zánikem České a Slovenské Federativní republiky se Česká republika stala plně svrchovaným a nezávislým státem. Nástupnickými státy České a Slovenské Federativní republiky jsou Česká republika a Slovenská republika.

## Ústava České republiky
Dne 16. prosince 1992 přijala Česká národní rada Ústavu České republiky, která nabyla účinnosti 1. ledna 1993. Její zákonodárný sbor, Česká národní rada, se tak stala Poslaneckou sněmovnou Parlamentu České republiky.

## Předsedové vlád a vlády
- Petr Pithart (1990–1992)
  - vláda Josefa Korčáka, Ladislava Adamce, Františka Pitry a Petra Pitharta (1990)
  - druhá vláda Petra Pitharta (1990–1992)
- Václav Klaus (1992–1996)
  - první vláda Václava Klause (1992–1996)